# Cadiz, Ohio
Cadiz är en by i den amerikanska delstaten Ohio med en yta av 23,1 km² och en folkmängd, som uppgår till 3 308 invånare (2000). Cadiz är administrativ huvudort i Harrison County.

## Kända personer från Cadiz
- Robert Crozier, politiker och jurist
- Clark Gable, skådespelare
- Thomas Tipton, politiker